# Peroratio (retórica)
En retórica, se considera que el acto expositivo de un discurso ante un auditorio se divide al menos en cuatro partes: Exordium (presentación), Narratio (exposición), Argumentatio (argumentación), y Peroratio (conclusión con finalidad conativa, o sea con finalidad de influir, de aconsejar, de llamar la atención del receptor o audiencia).
La peroratio es la parte destinada a obtener la voluntad y el interés del oyente así suscitando sus afectos, y para ello recurriendo a móviles éticos o pragmáticos, y/o provocando su compasión (conquestio o conmiseratio) y aún su indignación (indignatio), para así apelar a aspectos emotivos. A los efectos señalados ningún recurso deberá ser desperdiciado, como por ejemplo los recursos estilísticos patéticos (accumulatio, anacefalaeosis, complexio, epanodos, epifonema, simperasma, sinatroísmo).
La peroratio resume y sintetiza lo que antes fue desarrollado, a efectos de luego facilitar el recuerdo de los puntos fuertes, y apelar a los sentimientos y a la emotividad de los oyentes. Esta parte del discurso es buena para presentar algún elemento novedoso, interesante, inesperado, como quien dice "el argumento-puñetazo" que refuerce todos los demás, creando en el que escucha una impresión final positiva y favorable.